# キャデラック・セビル
セビル（SEVILLE）は、GMが製造、キャデラックブランドで販売していた自動車である。

## 概要
1970年代前半に巻き起こったオイルショックの影響を受けた、アメリカ市場におけるアメリカ車全体のダウンサイジング化と低燃費指向に対応すると同時に、アメリカ製高級車に比べてサイズの小さいメルセデス・ベンツやBMWなどのヨーロッパ製高級車への対抗車種として、1975年に初代「セビル」を発売。GMのプレステージカー部門であるキャデラックブランドのメインモデルとして位置づけられた。
1953年にクーペ デビル コンバーチブルの上級機種としてエルドラドが追加された。エルドラドはコンバーチブルのみの設定だったが、1957年にクーペが加わり、その際クーペモデルをセビル（Seville）、コンバーチブルモデルをビアリッツ（Biarritz）と呼んだことに始まる。

## 歴史

### 初代 (1975-1980年)
1970年代のオイルショック後のアメリカを襲ったダウンサイジング化の影響、そしてメルセデス・ベンツSクラスなど西ドイツ製高級車の人気を受けて開発され、1975年4月に発売が開始された。
当初はベース車として当時のオペルの最上級車種であるオペル・ディプロマットが選ばれた。ところが、アメリカのGMの生産ラインで作ろうとしたところディプロマットが既存の設備ではとても対応できないほど小さな公差で作られていることが判明し、ベース車はシボレー・ノヴァに変更となった。
当時のキャデラック車では一番サイズが小さいモデルであったが、アメリカ車として初めて電子制御燃料噴射装置つきエンジンが搭載されたほか、大型モデルのフリートウッド・ブロアムと同様の内外装の装備が奢られ、75リムジンを除くと価格は一番高かった。
1978年にディーゼルエンジン搭載モデルが追加されたほか、ツートーン塗装と豪華な内装が奢られた上級グレードの「エレガンテ」（Elegante）が追加された。パーソナルユースに特化しダウンサイズされた最上級モデルという目論見は成功し、好調なセールスを維持したまま2代目に引き継がれた。
なおセビルの成功を受けて、ライバルのリンカーンは1977年に「ヴェルサイユ」を発売したが、ビュイックやオールズモビルの同級モデルとの明確な違いを出したセビルと違い、急ごしらえでマーキュリーやフォードとの違いを出せず販売は低迷した。

### 2代目 (1980-1985年)
ヒット作となった初代セビルを継いで、1979年9月に1980年モデルとして発表された。前輪駆動化されたほか、1977年に引退したデザイン責任者のビル・ミッチェルの好みを反映して、リアが第二次世界大戦前後のイギリスの大型高級車を彷彿とさせるデザインとなった。このデザインを生かしてリムジンに改造されることも多かった。
初代同様にディーゼルエンジン搭載モデルが用意され、アメリカ政府が推し進めていた企業別燃費対策として、アメリカ市場ではディーゼルエンジン搭載モデルが標準モデルとされたほか、搭載気筒休止機能（8気筒>4気筒）付きのV8エンジンが搭載されるなど、初代以上に省燃費化を推し進めた。
また、4輪独立サスペンションや4輪ディスクブレーキ、コンピュータのオンボードディスプレイなどが奢られるなど、初代同様にキャデラックのイメージリーダーとしての役割を果たしたモデルとなった。
上級グレードの「エレガンテ」（Elegante）も用意され、価格は初代同様キャデラックのモデルレインジの中では高価に設定されていた。個性的なデザインながら初代に次いで良好なセールスを記録した。

### 5代目 (1997-2004年)
- 1997年12月 - フルモデルチェンジにより1998年モデル登場。エンジンは、先代からのノーススター・V8・4.6Lエンジンを搭載。デザイン面では、プロジェクター式ヘッドライトを採用するなど、ヨーロッパ車的なものとなった。グレード構成はSTS、SLS-E、SLSの3種類。STSとSLS-E・SLSとではエンジンのチューニングが異なり、それぞれ馬力重視、トルク重視のセッティングとなっていた。またキャデラック初の右ハンドルモデル（左側通行諸国向け）が設定された。さらに日本仕様の特徴として、以下のものがある。
  - バンパー変更により全長を5m以内に収める。
  - 単に右ハンドルにするのではなく、ペダル・シート・運転操作性（ワイパーとウインカースイッチの左右を入れ替え、日本車と同様の配置にするなど）を日本人向けに再セッティング。
  - コンソールのディスプレイを日本語表示（ただしカタカナ表記）にする。
  - トヨタ・セルシオや日産・シーマ等に対抗する値段設定にする（STS：599万円、SLS-E：562万円、SLS：526万円）。
- 1998年11月 - 1999年モデル登場。
- 1999年11月 - 2000年モデル登場。SLSの輸入中止に伴い、SLS-EをSLSとし、ラインナップはSTSとSLSの2種類となった。装備面では、本革シートの標準装備、リアパーキングアシストを追加した。
- 2000年11月 - 2001年モデル登場。従来無鉛プレミアムガソリン仕様だったものが、レギュラーガソリン仕様となった。また、ヘッドライトにHIDランプを採用、ヘッドライトウォッシャーを装備した。
- 2002年2月 - 2002年モデル登場。
- 2003年2月 - 2003年モデル登場。SLSグレードを廃し、STSのみのラインナップとなった。装備面では、アルミホイールの大型化（16→17インチ）、ナビゲーションシステム（キャデラック・ビジョン）を標準装備した。
- 2004年2月 - 2004年モデル登場。右ハンドルを廃止、このモデルをもって、セビルの歴史に終止符を打ち、後継車種としてSTSがデビューした。

## CM
かつて日本では桑田佳祐や青木功、フレッド・カプルス、リー・トレビノがテレビCMに出演していた。
- CMソング：サザンオールスターズ「胸いっぱいの愛と情熱をあなたへ」

## 車名
「SEVILLE」は、スペイン王国アンダルシア州にある都市「セビリア(Sevilla)」に由来する。